# Plagiochila arctica
Plagiochila arctica là một loài rêu trong họ Plagiochilaceae. Loài này được Bryhn & Kaal. mô tả khoa học đầu tiên năm 1906.